# Leptocaris elishevae
Leptocaris elishevae is een eenoogkreeftjessoort uit de familie van de Darcythompsoniidae. De wetenschappelijke naam van de soort is voor het eerst geldig gepubliceerd in 1968 door Por.